# FK 토모리 베라트
FK 토모리 베라트(알바니아어: FK Tomori Berat)는 베라트를 연고로 하는 알바니아의 축구 클럽이다. 현재는 알바니아의 2부 축구 리그인 알바니아 퍼스트디비전에 참가하고 있다.

## 성적
- 알바니아 수페르리가 준우승 1회 (1999-2000)
- 알바니아 퍼스트디비전 우승 4회 (1930, 1950-51, 1970-71, 1976-77)
- 알바니아 세컨드디비전 우승 1회 (2015-16)
- 알바니아 컵 준우승 2회 (1963-64)

## 선수 명단

### 현역
- 에랄드 히세니(2016 ~ 2018, 2020 ~ 2021, 2023 ~ )
- 에르비스 카코(2007 ~ 2011, 2014, 2016 ~ 2018, 2021 ~ )

### 역대
틀:알바니아 2부 리그